# Kathalyn Jones
Kathalyn Jones, née Kathalyn Helen Jones le 1er octobre 1954 à Los Angeles en Californie aux États-Unis, est un ancien mannequin américain. Elle est connue principalement pour être la dernière compagne de Claude François,  avec qui elle avait chanté C'est comme ça que l'on s'est aimé en 1977, titre qui lui servira pour son autobiographie comportant notamment un témoignage sur le dernier jour du chanteur. Leur histoire commence en octobre 1976 pour se terminer lors de la mort du chanteur, le 11 mars 1978.